# Bataille d'Izúcar
Guerre d'indépendance du Mexique
La bataille d'Izúcar est une action militaire de la guerre d'indépendance du Mexique qui eut lieu le 23 février 1812 dans l'actuelle localité de Izúcar de Matamoros, État de Puebla. Les insurgés commandés par le Général Mariano Matamoros réussirent à vaincre les forces royalistes du brigadier Ciriaco del Llano. Un des premiers présidents du Mexique, Vicente Guerrero, se distingua à cette bataille.

## Sources et références
- (es) Cet article est partiellement ou en totalité issu de l’article de Wikipédia en espagnol intitulé « Batalla de Izúcar (1812) » (voir la liste des auteurs).